# 佩尔蒂卡巴萨
佩尔蒂卡巴萨（義大利語：Pertica Bassa），是意大利布雷西亚省的一个市镇。总面积30平方公里，人口697人，人口密度23.2人/平方公里（2009年）。国家统计（ISTAT）代码为017140。